# Жељезнице Републике Српске
Жeљeзницe Peпубликe Cpпcкe / Željeznice Republike Srpske (рус. Железные дороги Республики Сербской), сокращённо ЖPC или ŽRS — государственная железнодорожная компания Республики Сербской, энтитета Боснии и Герцеговины; является одной из двух крупнейших железнодорожных компаний в Боснии (вторая — Željeznice Federacije Bosne i Hercegovine, Железные дороги Федерации Боснии и Герцеговины). В ведении ЖРС находятся 424 км железных дорог Республики Сербской. Компания образована в 1991 году под названием «Жељезнице Српске», но после Дейтонских соглашений получила современное название.

## Руководство
- Драган Саванович (серб. Dragan Savanović), генеральный директор[3]
- Драган Субашич (серб. Dragan Subašić), исполнительный директор отдела инфраструктуры[3]
- Драженко Тодорович (серб. Draženko Todorović), исполнительный директор отдела железнодорожных операций[3]
- Бранислав Джурица (серб. Branislav Đurica), исполнительный директор отдела экономических дел[3]
- Миленко Билич (серб. Milenko Bilić), исполнительный директор отдела правовых вопросов и человеческих ресурсов[3]

## Подвижной состав

### Электровозы
| Наименование | Производитель      | Всего | Мощность | Тип колёс по классификации AAR | Максимальная скорость | Строились | Примечания | Изображение |
| ------------ | ------------------ | ----- | -------- | ------------------------------ | --------------------- | --------- | ---------- | ----------- |
| ŽRS 441      | Rade Končar Zagreb | 35    | 3800 кВт | Bo’Bo'                         | 120 км/ч (140 км/ч)   | 1969—1988 |            |             |

### Тепловозы
| Наименование | Производитель                                   | Всего | Тип                                    | Мощность | Тип колёс по классификации AAR | Максимальная скорость | Строились | Примечания                                | Изображение |
| ------------ | ----------------------------------------------- | ----- | -------------------------------------- | -------- | ------------------------------ | --------------------- | --------- | ----------------------------------------- | ----------- |
| ŽRS 642      | Brissonneau et Lotz Đuro Đaković Slavonski Brod | 3     | Манёвровый тепловоз с электропередачей | 606 кВт  | Bo’Bo'                         | 80 км/ч               | 1960—1964 |                                           |             |
| ŽRS 643      | Brissonneau et Lotz Đuro Đaković Slavonski Brod | 2     | Манёвровый тепловоз с электропередачей | 680 кВт  | Bo’Bo'                         | 80 км/ч               | 1967      |                                           |             |
| Rh 2062      | Jenbacher Werke                                 | 3     | Тепловоз с электропередачей            |          |                                |                       | 19        |                                           |             |
| ŽRS 661      | GM-EMD Đuro Đaković Slavonski Brod              | 22    | Тепловоз с электропередачей            | 1454 кВт | Co’Co'                         | 114 км/ч (124 км/ч)   | 1960—1971 | Several units on loan to Serbian Railways |             |

### Электропоезда
| Наименование | Производитель | Всего | Мощность | Тип колёс по классификации AAR | Максимальная скорость | Строились | Примечания          | Изображение |
| ------------ | ------------- | ----- | -------- | ------------------------------ | --------------------- | --------- | ------------------- | ----------- |
| ŽRS 411      | Ganz Mávag    | 38    | 1360 кВт | 2’2'+Bo’Bo'+2’2'               | 120 км/ч              | 1976—1979 | Снят с обслуживания |             |

### Дизель-поезда
| Наименование | Производитель   | Всего | Мощность | Тип колёс по классификации AAR | Максимальная скорость | Строились | Примечания | Изображение |
| ------------ | --------------- | ----- | -------- | ------------------------------ | --------------------- | --------- | ---------- | ----------- |
| ŽRS 813      | Kalmar Verkstad | 3     | 294 кВт  | 1A-A1 + 2-2                    | 100 км/ч              | 1973-1988 |            |             |

### Вагоны
ЖРС заключила с польской компанией EKK Wagon контракт на поставку 200 вагонов со всеми запчастями и оборудованием для обслуживания. Вагоны могут двигаться со скоростью до 120 км/ч и перевозить до 22,5 т угля каждый. Стоимость контракта составляет 20 миллионов евро, поляками был предоставлен кредит.

## Галерея
- Головной штаб ЖРС
- Электровоз типа 441 в пути
- Электровоз типа 441 в пути
- Эскиз электровоза типа 441